# Fabeae
Fabeae je  tribus mahunarki iz potporodice Faboideae kojemu pripadaju četiri roda.
Ovome tribusu pripadaju poznati rodovi leća ili sočivo, grašak, graholika i grahorica.

## Rodovi
1. Lathyrus L. (179 spp.)
2. Vicia L. (230 spp.)
3. Ervilia Link (9 spp.)
4. Ervum L. (3 spp.)